# Kinneke Baba

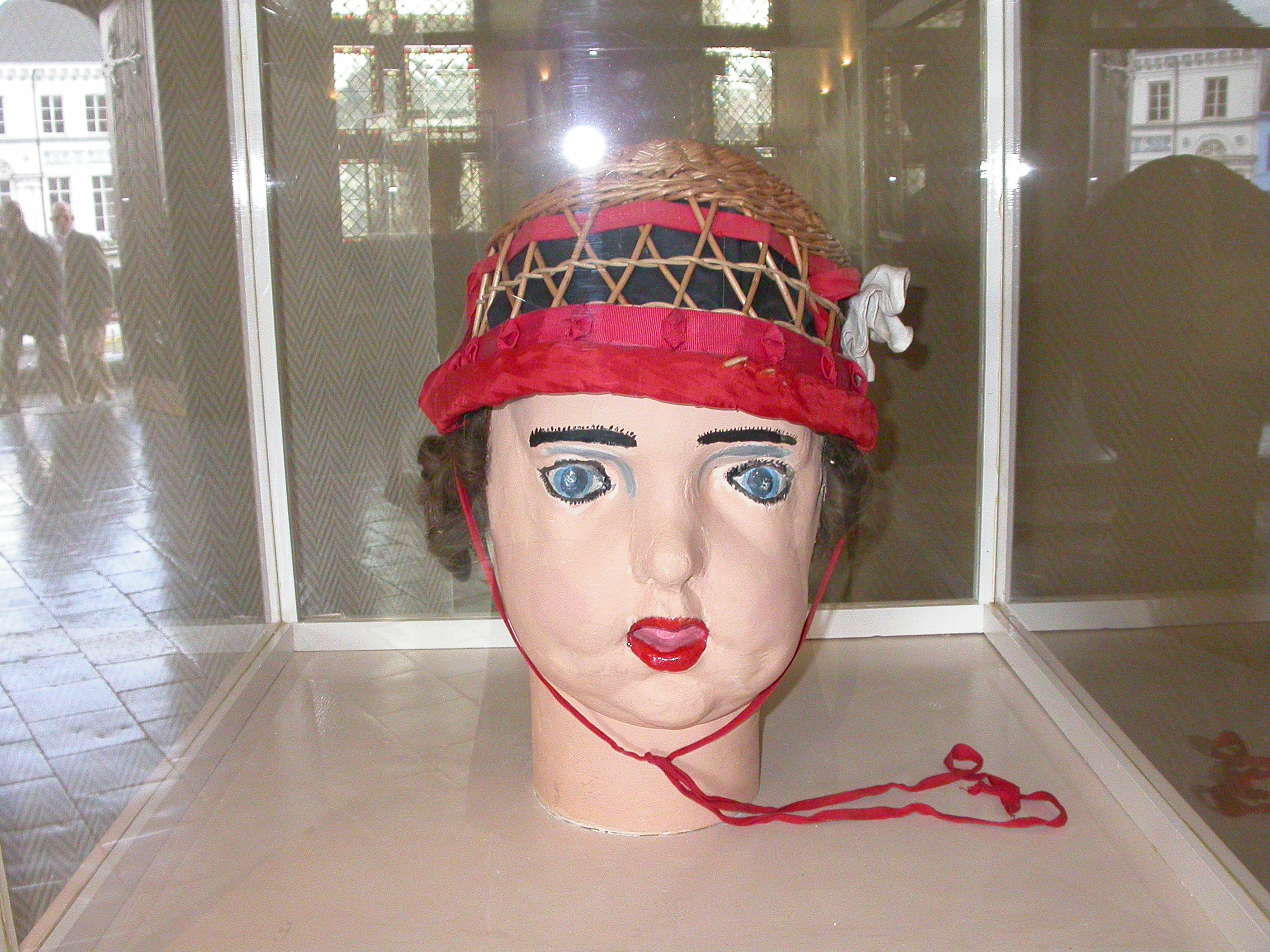
Het polyester hoofd in 2005

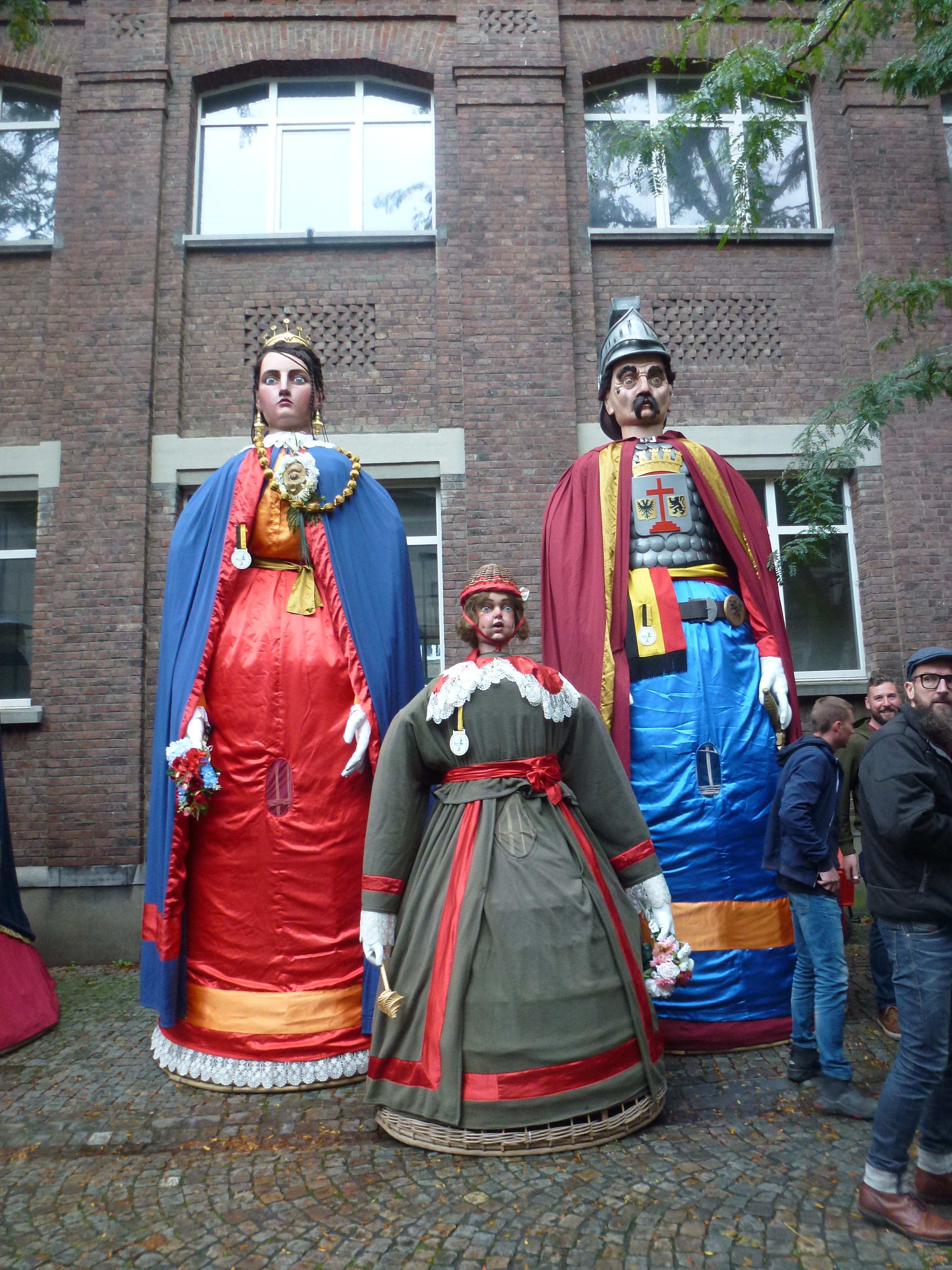
Kinneke Baba met haar ouders, 2022

Kinneke Baba is het kindje van Goliath en Agnes, de folkloristische reuzen van Geraardsbergen. Het meisje (Kinneke Baba) is een symbool voor de "jeugdige onschuld".
Tot 2020 had het reuzenkind een polyester hoofd, maar sinds dat jaar heeft ze een houten hoofd gekregen. Het hoofd is, net als dat van Goliath en Agnes (ook Gerarda genoemd) gemaakt door de Parijse reuzenbouwer Julien Barthélemy. De handen van het reuzenkind zijn gemaakt van leer, zodat zij haar rammelaar vast kan houden. De handen van de drie reuzen zijn gemaakt door leerlooier Myriam Vanden Daele.